# Tutti Márquez
Isabel Márquez Liébana, más conocida como Tutti Márquez, (Sevilla, 28 de septiembre de 1984) es una periodista, presentadora y actriz española.

## Biografía
El 4 de junio de 2001 firma un contrato con RTVA para copresentar La banda desde el 2 de julio de 2001. El programa infantil más visto de Andalucía y con mayor número de socios, que compagina con sus estudios de Periodismo.
Primero presenta el formato con Felipe Delgadillo, María Espejo (hasta abril de 2006) y Javier Aguilar (hasta agosto de 2004) y posteriormente con Pablo Acosta (febrero de 2005-septiembre de 2006); Fabio Arrante (desde marzo de 2007) y Mara López (también desde marzo de 2007).
El 2 de julio de 2009, después de ocho años, termina su etapa en La banda y pasa a conducir el espacio familiar sobre mascotas y animales salvajes, Animales en familia en Canal Sur 2, entre abril de 2008 y mayo de 2013.
Entre marzo y mayo de 2014 presenta junto a Pepe Da-Rosa Jr., el concurso 25 años, ésta es la nuestra con motivo del 25.° aniversario de Canal Sur Televisión. Una vez acabada su etapa en Andalucía, durante julio de ese año se marcha a vivir a Madrid en busca de nuevos proyectos profesionales. Entre octubre de 2014 y enero de 2017 trabaja en el departamento de producción del programa Un tiempo nuevo emitido por Telecinco y Cuatro.
Entre febrero y abril de 2017 es colaboradora en el programa El acabose con José Mota en La 1.
Entre mayo y noviembre de 2018 es copresentadora del programa de Canal Sur Televisión, Andalucía de fiesta.
Durante su carrera profesional, participa en diferentes películas y cortometrajes como La banda en la isla de la magia, la primera película de aventuras para niños rodada en Andalucía, que pudo verse en algunos cines de Andalucía durante las Navidades de 2007-2008.
Actualmente parte de su trabajo está dedicado a su blog y redes sociales donde cuenta con más de 100.000 seguidores. Trabaja como prescriptora e imagen de marcas como Lancôme, Maybelline, Nivea, El Corte Inglés, ASUS, Kellogg's o Danone, entre otras.

## Trayectoria

### Televisión
- La banda, Canal Sur Televisión y Canal Sur 2. Copresentadora (2001-2009).
- Animales en familia, Canal Sur 2. Presentadora (2008-2013).
- 25 años, ésta es la nuestra, Canal Sur Televisión  (Copresentadora del concurso con motivo de los 25 años del canal). (2014).
- Un tiempo nuevo, Telecinco y Cuatro. Departamento de Producción (2014-2017).
- El acabose, La 1. Colaboradora (2017).
- Andalucía de fiesta, Canal Sur Televisión. Reportera (2018-2019).
- El verano de tu vida

### Cine y publicidad
- Miniserie Don Quijote de La banda, 40 capítulos, (2006).

- Largometraje La banda en la isla de la magia de Chalo Crespo, (2008).
- Cortometraje Un puente de luz con Antonio Dechent, (2010).
- Largometraje Culpables de Tomás Aceituno, (2013).
- Largometraje Desencuentros de Mau Cardoso, (2013).
- Cortometraje 1.ᵉʳ aniversario Stereopoly, (2013).
- Documental Euromanía para 100 Montaditos, (2013).
- Cortometraje Ruleta Rusa para The 48h. Film Project, (2014).

### Locución y doblaje
- Locutora en documental La lucha contra la ablación de CC.OO.
- Doblaje del personaje de Tommy para redes sociales, Junta de Andalucía.

### Eventos
- Espacio España, Selección de fútbol de España.
- Liposan con Sweet California.
- Sección Infantil del Festival de Málaga.
- Sección Infantil del Festival Iberoamericano de Cine de Huelva.
- Premios de publicidad infantil de Sevilla.
- Concurso Guess Loves Sevilla.
- Gala del Día Internacional de los Derechos del Niño.
- Gala caminando hacia Belén. (Fundación Cajasol y Centro UNESCO Sevilla).
- Ni un besito a la fuerza. (Instituto Andaluz de la Mujer).
- 2.⁰ Concurso de Emprendedores de Primaria organizado por Alcalá Educa, Alcalá de Guadaíra, (Sevilla).[5]